# Poa holciformis
Poa holciformis là một loài cỏ trong họ hòa thảo, thuộc chi poa.